# UCI Europa Tour 2023
L'UCI Europa Tour 2023 és la dinovena edició de l'UCI Europa Tour, un dels cinc circuits continentals de ciclisme de la Unió Ciclista Internacional. Està format per unes 200 proves, organitzades del 22 de gener al 15 d'octubre de 2023 a Europa.

## Equips
Els equips poden participar en les diferents curses depenent de la categoria de la prova. Per exemple, els UCI WorldTeams només poden participar en curses .1 i el seu nombre per cursa és limitat.
| Catégorie | Catégorie              | Équipes                                                                           |
| --------- | ---------------------- | --------------------------------------------------------------------------------- |
| .1        | 1.1 (Cursa d'un dia)   | * UCI WorldTeam (màx. 50 %) * UCI ProTeam * Equip continental * Selecció nacional |
| .1        | 2.1 (Cursa per etapes) | * UCI WorldTeam (màx. 50 %) * UCI ProTeam * Equip continental * Selecció nacional |
| .2        | 1.2 (Cursa d'un dia)   | * UCI ProTeam * Equip continental * Selecció nacional * Equip regional i de club  |
| .2        | 2.2 (Cursa per etapes) | * UCI ProTeam * Equip continental * Selecció nacional * Equip regional i de club  |

## Evolució del calendari

### Gener
| Data | Cursa                               | País    | Cat. | Vencedor            | Equip                    | Ref.  |
| ---- | ----------------------------------- | ------- | ---- | ------------------- | ------------------------ | ----- |
| 22   | Gran Premi València                 | Espanya | 1.1  | Arnaud De Lie       | Lotto Dstny              | [ 3 ] |
| 25   | Trofeu Calvià                       | Espanya | 1.1  | Rui Costa           | Intermarché-Circus-Wanty | [ 4 ] |
| 26   | Trofeu Ses Salines-Alcúdia          | Espanya | 1.1  | Marijn van den Berg | EF Education-EasyPost    | [ 5 ] |
| 27   | Trofeu Andratx-Mirador d'Es Colomer | Espanya | 1.1  | Kobe Goossens       | Intermarché-Circus-Wanty | [ 6 ] |
| 28   | Trofeu Serra de Tramuntana          | Espanya | 1.1  | Kobe Goossens       | Intermarché-Circus-Wanty | [ 7 ] |
| 28   | Gran Premi Aspendos                 | Turquia | 1.2  | Yegor Strelnikov    | Vino SKO                 |       |
| 29   | Trofeu Palma                        | Espanya | 1.1  | Ethan Vernon        | Soudal Quick-Step        | [ 8 ] |
| 29   | Gran Premi La Marseillaise          | França  | 1.1  | Neilson Powless     | EF Education-EasyPost    | [ 9 ] |

### Febrer
| Data  | Cursa                             | País     | Cat.    | Vencedor          | Equip                         | Ref.   |
| ----- | --------------------------------- | -------- | ------- | ----------------- | ----------------------------- | ------ |
| 1-6   | Étoile de Bessèges-Tour du Gard   | França   | 2.1     | Neilson Powless   | EF Education-EasyPost         | [ 10 ] |
| 5     | Gran Premi Apollon Temple         | Turquia  | 1.2     | Sergey Rostovtsev | Beykoz Belediyesi Spor Kulübü |        |
| 9-11  | Tour d'Antalya                    | Turquia  | suspesa | suspesa           | suspesa                       | [ 11 ] |
| 11    | Volta a Múrcia                    | Espanya  | 1.1     | Ben Turner        | Ineos Grenadiers              | [ 12 ] |
| 12    | Figueira Champions Classic        | Portugal | 1.1     | Casper Pedersen   | Soudal Quick-Step             | [ 13 ] |
| 13    | Jaén Paraiso Interior             | Espanya  | 1.1     | Tadej Pogačar     | UAE Team Emirates             | [ 14 ] |
| 17-19 | Tour dels Alps Marítims i del Var | França   | 2.1     | Kévin Vauquelin   | Arkéa-Samsic                  | [ 15 ] |
| 23-26 | O Gran Camiño                     | Espanya  | 2.1     | Jonas Vingegaard  | Team Jumbo-Visma              | [ 16 ] |
| 28    | Le Samyn                          | Bèlgica  | 1.1     | Milan Menten      | Lotto Dstny                   | [ 17 ] |

### Març
| Data  | Cursa                                       | País          | Cat. | Vencedor               | Equip                        |
| ----- | ------------------------------------------- | ------------- | ---- | ---------------------- | ---------------------------- |
| 1     | Trofej Umag-Umag Trophy                     | Croàcia       | 1.2  | Adam Ťoupalík          | Elkov-Kasper                 |
| 4     | Alanya Cup                                  | Turquia       | 1.2  | Willie Smit            | China Glory Continental      |
| 4     | Ster van Zwolle                             | Països Baixos | 1.2  | Coen Vermeltfoort      | VolkerWessels                |
| 4     | Gran Premi Criquielion                      | Bèlgica       | 1.1  | Sam Welsford           | Team DSM                     |
| 4     | Tour des 100 Communes                       | França        | 1.2  | Jonathan Vervenne      | Soudal–Quick-Step Devo Team  |
| 4-5   | South Aegean Tour                           | Grècia        | 2.2  | Jakub Otruba           | ATT Investments              |
| 5     | Poreč Trophy                                | Croàcia       | 1.2  | Patryk Stosz           | Voster ATS                   |
| 5     | Gran Premi de Lillers-Souvenir Bruno Comini | França        | 1.2  | Andreas Stokbro        | Leopard Togt Pro Cycling     |
| 5     | Gran Premi Jean-Pierre Monseré              | Bèlgica       | 1.1  | Gerben Thijssen        | Intermarché-Circus-Wanty     |
| 9-12  | Istrian Spring Trophy                       | Croàcia       | 2.2  | Tijmen Graat           | Team Jumbo-Visma Development |
| 11    | Gran Premi de Rodes                         | Grècia        | 1.2  | Eirik Lunder           | Team Coop-Repsol             |
| 12    | Tour de Drenthe                             | Països Baixos | 1.1  | Per Strand Hagenes     | Team Jumbo-Visma             |
| 12    | Dorpenomloop Rucphen                        | Països Baixos | 1.2  | Laurenz Rex            | Circus-ReUz-Technord         |
| 16-19 | Volta a Rodes                               | Grècia        | 2.2  | António Morgado        | Hagens Berman-Axeon          |
| 17    | Youngster Coast Challenge                   | Bèlgica       | 1.2U | Warre Vangheluwe       | Soudal-Quick-Step Dev. Team  |
| 18    | Clàssica Loira Atlàntic                     | França        | 1.1  | Axel Zingle            | Cofidis                      |
| 19    | Clàssica da Arrabida-Cyclin'Portugal        | Portugal      | 1.2  | Orluis Aular           | Caja Rural-Seguros RGA       |
| 19    | Gran Premi Cholet-País del Loira            | França        | 1.1  | Laurence Pithie        | Groupama-FDJ                 |
| 19    | Per sempre Alfredo                          | Itàlia        | 1.1  | Felix Engelhardt       | Team Jayco AlUla             |
| 19    | Gran Premi Slovenian Istria                 | Eslovènia     | 1.2  | Bartłomiej Proć        | Santic-Wibatech              |
| 19    | La Popolarissima                            | Itàlia        | 1.2  | Davide Persico         | Team Colpack-Ballan          |
| 21-25 | Setmana Internacional de Coppi i Bartali    | Itàlia        | 2.1  | Mauro Schmid           | Soudal Quick-Step            |
| 22-26 | Volta a l'Alentejo                          | Portugal      | 2.2  | Orluis Aular           | Caja Rural-Seguros RGA       |
| 22-26 | Olympia's Tour                              | Països Baixos | 2.2  | Mathias Bregnhøj       | Leopard Togt Pro Cycling     |
| 23    | GP Goriska & Vipava Valley                  | Eslovènia     | 1.2  | Adam Ťoupalík          | Elkov-Kasper                 |
| 26    | Gran Premi Adria Mobil                      | Eslovènia     | 1.2  | Tilen Finkšt           | Adria Mobil                  |
| 26    | Roue Tourangelle                            | França        | 1.1  | Rory Townsend          | Bolton Equities Black Spoke  |
| 26    | Gant-Wevelgem sub-23                        | Bèlgica       | 1.2U | Gil Gelders            | Soudal Quick-Step Dev. Team  |
| 26    | Syedra Ancient City                         | Turquia       | 1.2  | Polychrónis Tzortzákis | Kuwait Pro Cycling Team      |
| 31    | Ruta Adélie de Vitré                        | França        | 1.1  | Fredrik Dversnes       | Uno-X Pro                    |

### Abril
| Data  | Cursa                                      | País                 | Cat. | Vencedor               | Equip                    |
| ----- | ------------------------------------------ | -------------------- | ---- | ---------------------- | ------------------------ |
| 1     | Volta Limburg Classic                      | Països Baixos        | 1.1  | Kaden Groves           | Alpecin-Deceuninck       |
| 2     | Trofeu Piva                                | Itàlia               | 1.2U | Giacomo Villa          | Biesse-Carrera           |
| 4-7   | Région Pays de la Loire Tour               | França               | 2.1  | Alexander Kamp         | Tudor                    |
| 6-9   | Circuit de les Ardenes                     | França               | 2.2  | Mathias Bregnhøj       | Leopard Togt Pro Cycling |
| 10    | Giro del Belvedere                         | Itàlia               | 1.2U | Johannes Staune-Mittet | Jumbo-Visma Development  |
| 11    | París-Camembert                            | França               | 1.1  | Valentin Ferron        | Team TotalEnergies       |
| 11    | Gran Premi Palio del Recioto               | Itàlia               | 1.2U | Tijmen Graat           | Jumbo-Visma Development  |
| 11-14 | Giro de Sicília                            | Itàlia               | 2.1  | Alexey Lutsenko        | Astana Qazaqstan         |
| 12-16 | Tour de Loir-et-Cher                       | França               | 2.2  | Tim Marsman            | Metec-Solarwatt-Mantel   |
| 14    | Classic Grand Besançon Doubs               | França               | 1.1  | Victor Lafay           | Cofidis                  |
| 15    | Tour de Jura                               | França               | 1.1  | Kévin Vauquelin        | Arkéa-Samsic             |
| 15    | Lieja-Bastogne-Lieja sub-23                | Bèlgica              | 1.2U | Francesco Busatto      | Circus-Re Uz-Technord    |
| 15    | Arno Wallaard Memorial                     | Països Baixos        | 1.2  | Rasmus Bøgh Wallin     | Restaurant Suri-Carl Ras |
| 16    | Tour del Doubs                             | França               | 1.1  | Jesús Herrada          | Cofidis                  |
| 16    | Giro de la Província de Reggio de Calàbria | Itàlia               | 1.2U | Jhonatan Restrepo      | GW Shimano-Sidermec      |
| 16    | Trofeu Ciutat de San Vendemiano            | Itàlia               | 1.2U | Anders Foldager        | Biesse-Carrera           |
| 19-22 | Belgrad-Banja Luka                         | Bòsnia i Hercegovina | 2.2  | Gregor Matija Černe    | mebloJOGI Pro-concrete   |
| 23    | Rutland-Melton Cicle Classic               | Regne Unit           | 1.2  | Luke Lamperti          | Trinity Racing           |
| 25    | Gran Premi della Liberazione               | Itàlia               | 1.2U | Alessandro Romele      | Colpack Ballan           |
| 25-1  | Tour de Bretanya                           | França               | 2.2  | Simon Pellaud          | Tudor                    |
| 28-30 | Volta a Astúries                           | Espanya              | 2.1  | Lorenzo Fortunato      | Eolo-Kometa              |
| 28-2  | Carpathia Couriers Path                    | Polònia              | 2.2U | Gal Glivar             | Eslovènia                |
| 30    | Gran Premi Vorarlberg                      | Àustria              | 1.2  | Michael Boroš          | Elkov-Kasper             |

### Maig
| Data  | Cursa                                 | País          | Cat. | Vencedor             | Equip                        |
| ----- | ------------------------------------- | ------------- | ---- | -------------------- | ---------------------------- |
| 1     | Gran Premi de Frankfurt sub-23        | Alemanya      | 1.2U | Joshua Gudnitz       | ColoQuick                    |
| 1     | Circuit del Porto-Trofeo Arvedi       | Itàlia        | 1.2  | Mattia Pinazzi       | Arvedi Cycling               |
| 3-7   | Volta a Grècia                        | Grècia        | 2.1  | Iúri Leitão          | Caja Rural-Seguros RGA       |
| 6     | Tour d'Overijssel                     | Països Baixos | 2.2  | Coen Vermeltfoort    | VolkerWessels                |
| 6     | Sundvolden GP                         | Noruega       | 1.2  | Ådne Holter          | Uno-X Pro                    |
| 7     | Ringerike GP                          | Noruega       | 1.2  | Jack Rootkin-Gray    | Saint Piran                  |
| 7     | París-Roubaix sub-23                  | França        | 1.2U | Tijl De Decker       | Lotto Dstny Development      |
| 7     | Fletxa ardenesa                       | Bèlgica       | 1.2  | Menno Huising        | Jumbo-Visma Development      |
| 13    | Gran Premi Herning                    | Dinamarca     | 1.2  | Mathias Norsgaard    | Dinamarca                    |
| 13    | Tour de Finisterre                    | França        | 1.1  | Paul Penhoët         | Groupama-FDJ                 |
| 14    | Boucles de l'Aulne                    | França        | 1.1  | Greg Van Avermaet    | AG2R Citroën                 |
| 14    | Fyen Rundt                            | Dinamarca     | 1.2  | Carl-Frederik Bévort | Uno-X Dare Development       |
| 14    | Gran Premi de la Indústria del marbre | Itàlia        | 1.2U | Christian Bagatin    | SIAS Rime                    |
| 17-20 | Tour de Sakarya                       | Turquia       | 2.2  | Martin Laas          | Astana Qazaqstan Development |
| 17-21 | Fletxa del Sud                        | Luxemburg     | 2.2  | Pim Ronhaar          | Baloise Trek Lions           |
| 18    | Circuit de Valònia                    | Bèlgica       | 1.1  | Jordi Meeus          | Bora-Hansgrohe               |
| 20    | Veenendaal-Veenendaal Classic         | Països Baixos | 1.1  | Dylan Groenewegen    | Jayco AlUla                  |
| 21    | GP Gorenjska                          | Eslovènia     | 1.2  | Davide De Cassan     | Friuli ASD                   |
| 21    | Volta a Colònia                       | Alemanya      | 1.1  | Danny van Poppel     | Bora-Hansgrohe               |
| 21    | Antwerp Port Epic                     | Bèlgica       | 1.1  | Dries De Bondt       | Alpecin-Deceuninck           |
| 22-26 | Volta a Albània                       | Albània       | 2.2  | Max Stedman          | Velo Schils-Interbike RT     |
| 24-28 | Alps Isera Tour                       | França        | 2.2  | Lennert Van Eetvelt  | Lotto Dstny                  |
| 25-27 | Volta a Estònia                       | Estònia       | 2.1  | Rasmus Bøgh Wallin   | Restaurant Suri-Carl Ras     |
| 25-28 | Tour de la Mirabelle                  | França        | 2.2  | Jonas Geens          | Tarteletto-Isorex            |
| 26-28 | Gran Premi Beiras i Serra da Estrela  | Portugal      | 2.2  | Artiom Nitx          | Glassdrive-Q8-Anicolor       |
| 27    | Van Merksteijn Fences Classic         | Bèlgica       | 1.1  | Caleb Ewan           | Lotto Dstny                  |
| 27    | Gran Premi Santa Rita                 | Itàlia        | 1.2  | Giosuè Epis          | Zalf Euromobil Fior          |
| 28    | Trofeu Ciutat de Castelfidardo        | Itàlia        | 1.2  | Matteo Pongiluppi    | SIAS Rime                    |
| 29    | Volta a Limburg                       | Bèlgica       | 1.1  | Gerben Thijssen      | Intermarché-Circus-Wanty     |
| 29    | París-Troyes                          | França        | 1.2  | Gwen Leclainche      | Philippe Wagner Cycling      |
| 30    | Mercan'Tour Classic Alpes-Maritimes   | França        | 1.1  | Richard Carapaz      | EF Education-EasyPost        |

### Juny
| Data  | Cursa                                       | País    | Cat. | Vencedor               | Equip                              |
| ----- | ------------------------------------------- | ------- | ---- | ---------------------- | ---------------------------------- |
| 1-4   | Małopolski Wyścig Górski                    | Polònia | 2.2  | Márton Dina            | ATT Investments                    |
| 1-4   | Volta a l'Alta Àustria                      | Àustria | 2.2  | Luca Vergallito        | Alpecin-Deceuninck Development     |
| 1-4   | Ronda de l'Oise                             | França  | 2.2  | Frank van den Broek    | À Bloc CT                          |
| 2     | Trofeu Alcide Degasperi                     | Itàlia  | 1.2  | Davide De Pretto       | Zalf Euromobil Fior                |
| 2     | Giro dels Apenins                           | Itàlia  | 1.1  | Marc Hirschi           | UAE Team Emirates                  |
| 3     | Fletxa de Heist                             | Bèlgica | 1.1  | Olav Kooij             | Team Jumbo-Visma                   |
| 4     | Memorial Philippe Van Coningsloo            | Bèlgica | 1.2  | Gianluca Pollefliet    | Lotto Dstny Development            |
| 4     | Coppa della Pace                            | Itàlia  | 1.2U | Matteo Scalco          | Green Project-Bardiani CSF-Faizanè |
| 9     | Gran Premi del cantó d'Argòvia              | Suïssa  | 1.1  | Thibau Nys             | Trek-Segafredo                     |
| 9-11  | Tour d'Eure-et-Loir                         | França  | 2.2  | Noa Isidore            | CIC U Nantes Atlantique            |
| 10-11 | Kirikkale Road Race                         | Turquia | 2.2  | Nikiforos Arvanitou    | Grècia                             |
| 11-18 | Girobio                                     | Itàlia  | 2.2U | Johannes Staune-Mittet | Jumbo-Visma Development            |
| 11    | Elfstedenronde                              | Bèlgica | 1.1  | Jasper Philipsen       | Alpecin-Deceuninck                 |
| 15-18 | Ruta d'Occitània                            | França  | 2.1  | Michael Woods          | Israel-Premier Tech                |
| 16-18 | Tour del País de Montbéliard                | França  | 2.2  | Sten Van Gucht         | Bourg-en-Bresse Ain Cyclisme       |
| 28-1  | Cursa de Solidarność i els Atletes Olímpics | Polònia | 2.2  | Siim Kiskonen          | Tartu2024                          |

### Juliol
| Data  | Cursa                                                              | País          | Cat. | Vencedor           | Equip                              |
| ----- | ------------------------------------------------------------------ | ------------- | ---- | ------------------ | ---------------------------------- |
| 2     | Midden-Brabant Poort Omloop                                        | Països Baixos | 1.2  | Thimo Willems      | VolkerWessels                      |
| 2     | Giro del Medio Brenta                                              | Itàlia        | 1.2  | Giulio Pellizzari  | Green Project-Bardiani CSF-Faizanè |
| 2-6   | Volta a Àustria                                                    | Àustria       | 2.1  | Jhonatan Narváez   | Ineos Grenadiers                   |
| 4     | Trofeu de la vila de Brèscia                                       | Itàlia        | 1.2  | Federico Guzzo     | Zalf Euromobil Fior                |
| 6-9   | Sibiu Cycling Tour                                                 | Romania       | 2.1  | Mark Donovan       | Q36.5 Pro Cyclng Team              |
| 8     | Visegrad 4 Kerekparverseny                                         | Hongria       | 1.2  | Adam Ťoupalík      | Elkov-Kasper                       |
| 8     | Gran Premi Erciyes                                                 | Turquia       | 1.2  | Max Stedman        | Beykoz Belediyesi Spor Kulübü      |
| 9     | Visegrad 4 Bicycle Race-GP Slovakia                                | Eslovàquia    | 1.2  | Maciej Paterski    | Voster ATS Team                    |
| 11-16 | Giro de la Vall d'Aosta                                            | Itàlia        | 2.2U | Darren Rafferty    | Hagens Berman Axeon                |
| 13-16 | Gran Premi Internacional de Torres Vedras-Trofeu Joaquim Agostinho | Portugal      | 2.2  | Mauricio Moreira   | Glassdrive-Q8-Anicolor             |
| 14-16 | Gran Premi ciclista de Gemenc                                      | Hongria       | 2.2  | Filip Řeha         | Elkov-Kasper                       |
| 19    | SD WORX BW Classic                                                 | Bèlgica       | 1.2  | Milan Fretin       | Team Flanders-Baloise              |
| 22    | Visegrad 4 Bicycle Race-GP Poland                                  | Polònia       | 1.2  | Itamar Einhorn     | Israel                             |
| 23    | Visegrad 4 Bicycle Race-GP Czech Republic                          | Txèquia       | 1.2  | Adam Ťoupalík      | Elkov-Kasper                       |
| 23    | Cupa Max Ausnit                                                    | Romania       | 1.2  | Nicolás Tivani     | Corratec                           |
| 23    | Gran Premi de la vila de Pérenchies                                | França        | 1.2  | Rait Ärm           | Van Rysel-Roubaix Lille Métropole  |
| 23    | GP Kranj                                                           | Eslovènia     | 1.2  | Edoardo Zamperini  | Zalf Euromobil Fior                |
| 25    | Clàssica d'Ordizia                                                 | Espanya       | 1.1  | Marc Hirschi       | UAE Team Emirates                  |
| 25    | Memorial Andrzej Trochanowski                                      | Polònia       | 1.2  | Itamar Einhorn     | Israel                             |
| 26-27 | Volta a Castella i Lleó                                            | Espanya       | 2.1  | Eduardo Sepúlveda  | Lotto Dstny                        |
| 26-29 | Dookoła Mazowsza                                                   | Polònia       | 2.2  | Oded Kogut         | Israel                             |
| 26-30 | Tour d'Alsàcia                                                     | França        | 2.2  | Sebastian Berwick  | Israel Premier Tech Academy        |
| 27-30 | Sazka Tour                                                         | Txèquia       | 2.1  | Florian Lipowitz   | Bora-Hansgrohe                     |
| 28-31 | Kreiz Breizh Elites                                                | França        | 2.2  | Hartthijs de Vries | TdT-Unibet                         |
| 30    | Circuito de Getxo                                                  | Espanya       | 1.1  | Alexey Lutsenko    | Astana Qazaqstan Team              |
| 30    | Gran Premi Kültepe                                                 | Turquia       | 1.2  | Daniil Marukhin    | Vino SKO                           |
| 30    | Puchar Ministra Obrony Narodowej                                   | Polònia       | 1.2  | Bartosz Rudyk      | Voster ATS                         |
| 31-2  | Tour de l'Ain                                                      | França        | 2.1  | Michael Storer     | Groupama-FDJ                       |

### Agost
| Data  | Cursa                                     | País          | Cat. | Vencedor             | Equip                              |
| ----- | ----------------------------------------- | ------------- | ---- | -------------------- | ---------------------------------- |
| 1-5   | 100th Anniversary Tour of The Republic    | Turquia       | 2.2  | Petros Mengse        | Beykoz Belediyesi Spor Kulübü      |
| 4-13  | Tour de Guadalupe                         | França        | 2.2  | Benjamin Le Ny       | Uni Sport Lamentinois              |
| 8-12  | Tour de Szeklerland                       | Romania       | 2.2  | Martin Messner       | WSA KTM Graz p/b Leomo             |
| 9-20  | Volta a Portugal                          | Portugal      | 2.1  | Colin Stüssi         | Team Vorarlberg                    |
| 12    | Memorial Henryk Łasak                     | Polònia       | 1.2  | Michael Kukrle       | Felbermayr Simplon Wels            |
| 13    | Memorial Jana Magiery                     | Polònia       | 1.2  | Michael Kukrle       | Felbermayr Simplon Wels            |
| 13    | Polynormande                              | França        | 1.1  | Arnaud De Lie        | Lotto Dstny                        |
| 13    | Gran Premi de Poggiana                    | Itàlia        | 1.2U | Nicolò Pettiti       | SIAS Rime                          |
| 15    | Gran Premi Jef Scherens                   | Bèlgica       | 1.1  | Arnaud De Lie        | Lotto Dstny                        |
| 15-18 | Tour del Llemosí-Nova-Aquitània           | França        | 2.1  | Romain Grégoire      | Groupama-FDJ                       |
| 16    | Gran Premi Capodarco                      | Itàlia        | 1.2U | Matteo Ambrosini     | Team Colpack-Ballan                |
| 17-20 | Baltic Chain Tour                         | Estònia       | 2.2  | Rait Ärm             | Estònia                            |
| 19    | Druivenkoers Overijse                     | Bèlgica       | 1.1  | Victor Campenaerts   | Lotto Dstny                        |
| 19    | Gran Premi Kaisareia                      | Turquia       | 1.1  | Anatoliy Budyak      | Terengganu Polygon                 |
| 20    | Egmont Cycling Race                       | Bèlgica       | 1.1  | Jasper De Buyst      | Lotto Dstny                        |
| 22-25 | Tour de Poitou-Charentes a Nova-Aquitània | França        | 2.1  | Søren Wærenskjold    | Uno-X Pro                          |
| 25-27 | Tour de Yiğido                            | Turquia       | 2.2  | Max Stedman          | Beykoz Belediyesi Spor Kulübü      |
| 26-31 | Volta a Bulgària                          | Bulgària      | 2.2  | Michal Schuran       | ATT Investments                    |
| 27    | Ronde van de Achterhoek                   | Països Baixos | 1.2  | Martijn Rasenberg    | À Block CT                         |
| 30    | Muur Classic Geraardsbergen               | Bèlgica       | 1.2  | Filippo Magli        | Green Project-Bardiani CSF-Faizanè |
| 31-2  | Flanders Tomorrow Tour                    | Bèlgica       | 2.2U | Jakob Söderqvist     | Suècia                             |
| 31-3  | Giro del Friül-Venècia Júlia              | Itàlia        | 2.2  | Francesco Galimberti | Biesse-Carrera                     |

### Setembre
| Data  | Cursa                                    | País       | Cat. | Vencedor                     | Equip                       |
| ----- | ---------------------------------------- | ---------- | ---- | ---------------------------- | --------------------------- |
| 2     | Lillehammer GP                           | Noruega    | 1.2  | Christian Ingemann Lindquist | Restaurant Suri-Carl Ras    |
| 2-3   | In the footsteps of the Romans           | Bulgària   | 2.2  | Filippo Fortin               | Maloja Pushbikers           |
| 3     | Gran Premi de Plouay (1.2)               | França     | 1.2  | Pierre Thierry               | Morbihan Fybolia GOA        |
| 3     | Gylne Gutuer                             | Noruega    | 1.2  | Andreas Stokbro              | Leopard Togt Pro Cycling    |
| 7-9   | Tour de Kosovo                           | Kosovo     | 2.2  | Nicolò Garibbo               | Gragnano Sporting Club      |
| 7-10  | Tour de Van                              | Turquia    | 2.2  | Daniil Marukhin              | Kazakhstan                  |
| 7-10  | Okolo Jižních Čech-Tour of South Bohemia | Txèquia    | 2.2  | Martin Solhaug Hansen        | Uno-X Dare Development      |
| 10    | Gran Premi del Somme                     | França     | 1.2  | Bastien Pichon               | E.S.E.G Douai               |
| 13    | Giro de Toscana-Memorial Alfredo Martini | Itàlia     | 1.1  | Pavel Sivakov                | Ineos Grenadiers            |
| 13-17 | Volta a Eslovàquia                       | Eslovàquia | 2.1  | Rémi Cavagna                 | Soudal Quick-Step           |
| 15    | Campionat de Flandes                     | Bèlgica    | 1.1  | Jasper Philipsen             | Alpecin-Deceuninck          |
| 16    | Memorial Marco Pantani                   | Itàlia     | 1.1  | Alexey Lutsenko              | Astana Qazaqstan Team       |
| 17    | Gooikse Pijl                             | Bèlgica    | 1.1  | Jasper Philipsen             | Alpecin-Deceuninck          |
| 17    | Gran Premi d'Isbergues                   | França     | 1.1  | Matteo Moschetti             | Q36.5 Pro                   |
| 17    | Gran Premi Rik Van Looy                  | Bèlgica    | 1.2  | Rasmus Bøgh Wallin           | Restaurant Suri-Carl Ras    |
| 20    | Circuit de Houtland                      | Bèlgica    | 1.1  | Gerben Thijssen              | Intermarché-Circus-Wanty    |
| 24    | París-Chauny                             | França     | 1.1  | Jasper Philipsen             | Alpecin-Deceuninck          |
| 26    | Ruta d'Or-GP Festa del Perdono           | Itàlia     | 1.2U | Gil Gelders                  | Soudal Quick-Step Devo      |
| 26-1  | Tour de Croàcia                          | Croàcia    | 2.1  | Orluis Aular                 | Caja Rural-Seguros RGA      |
| 27-1  | Ronde de l'Isard                         | França     | 2.2U | suspesa                      | suspesa                     |
| 28    | Copa Agostoni-Giro delle Brianze         | Itàlia     | 1.1  | Davide Formolo               | UAE Team Emirates           |
| 28-1  | Tour d'Istanbul                          | Turquia    | 2.2  | Gustav Wang                  | Suri-Carl Ras               |
| 30    | Gran Premi Pino Cerami                   | Bèlgica    | 1.2  | James Fouché                 | Bolton Equities Black Spoke |

### Octubre
| Data | Cursa                         | País          | Cat. | Vencedor               | Equip                   |
| ---- | ----------------------------- | ------------- | ---- | ---------------------- | ----------------------- |
| 1    | Piccolo Giro de Llombardia    | Itàlia        | 1.2U | William Junior Lecerf  | Soudal Quick-Step Devo  |
| 1    | Tour de Vendée                | França        | 1.1  | Arnaud Démare          | Arkéa-Samsic            |
| 1    | Famenne Ardenne Classic       | Bèlgica       | 1.1  | Arnaud De Lie          | Lotto Dstny             |
| 3    | Binche-Chimay-Binche          | Bèlgica       | 1.1  | Luca Mozzato           | Arkéa-Samsic            |
| 3    | Coppa Città di San Daniele    | Itàlia        | 1.2  | Archie Ryan            | Jumbo-Visma Development |
| 4    | Visit Friesland Elfstedenrace | Països Baixos | 1.1  | Jasper Philipsen       | Alpecin-Deceuninck      |
| 5    | París-Bourges                 | França        | 1.1  | Arnaud Démare          | Arkéa-Samsic            |
| 8    | París-Tours sub-23            | França        | 1.2U | Sakarias Koller Løland | Uno-X Dare Development  |
| 8-15 | Volta a Turquia               | Turquia       | 2.1  | Alexey Lutsenko        | Astana Qazaqstan        |
| 15   | Crono de les Nacions          | França        | 1.1  | Joshua Tarling         | Ineos Grenadiers        |
| 15   | Crono de les Nacions sub-23   | França        | 1.2U | Kacper Gieryk          | JEGG-DJR Academy        |